# Fantômas (film fra 1920)
Fantômas er en amerikansk stumfilm fra 1920 af Edward Sedgwick.

## Medvirkende
- Edward Roseman som Fantômas
- Edna Murphy som Ruth Harrington
- Johnnie Walker som Jack Meredith
- Lionel Adams som James D. Harrington
- John Willard som Fred Dixon
- Eve Balfour
- Rena Parker
- Irving Brooks
- Ben Walker
- Henry Armetta
- Rita Rogan